# Relaciones Barbados-Estados Unidos
Las relaciones Barbados-Estados Unidos son las relaciones diplomáticas entre Estados Unidos y Barbados. Estados Unidos y Barbados han tenido relaciones bilaterales cordiales desde la independencia de Barbados en 1966. Los Estados Unidos han apoyado los esfuerzos del gobierno para expandir la base económica del país y proporcionar un mayor nivel de vida para sus ciudadanos. Barbados es beneficiario de la Iniciativa de la Cuenca del Caribe de los EE. UU. La asistencia de los Estados Unidos se canaliza principalmente a través de agencias multilaterales como el Banco Interamericano de Desarrollo y el Banco Mundial, así como la Agencia de los Estados Unidos para el Desarrollo Internacional (USAID) en Bridgetown.

## Historia
A principios del siglo XVII, los barbadenses comenzaron la migración a gran escala de Barbados a las áreas de Carolina del Norte y Carolina del Sur, convirtiéndose en uno de los primeros pobladores residentes en esos estados.
El primer asentamiento inglés en Carolina del Sur se realizó en 1670, cuando tres cargamentos de emigrantes de Barbados navegaron por el río Ashley. El primer barco que aterrizó fue el Carolina, en abril de 1670. Fue seguido poco después por el Puerto Real y los Tres Hermanos. Estos tres barcos salieron de Barbados con 150 personas a bordo; dos murieron en el camino. Los colonos levantaron sus tiendas en sus bancos y construyeron una ciudad, que desde entonces ha desaparecido por completo. Diez años después, se eligió un sitio más favorable para la ciudad, entre los ríos Cooper y Ashley. Aquí es donde se fundó Charles Town en 1680, donde permanece hoy con el nombre ligeramente alterado de Charleston. Como los barbadenses habían estado en el negocio de las "plantaciones" durante décadas, trajeron este concepto y su cultura asociada a Charles Town en la década de 1670.
En 1751, George Washington visitó Barbados. Se quedó en lo que es ahora la "Casa de George Washington".
El gobierno de los Estados Unidos ha estado representado en Barbados desde 1923. Desde 1956 hasta 1978, los Estados Unidos operaron un comercio de armas químicas en Barbados.
En 1993–94, Barbados estaba considerando unirse al Tratado de Libre Comercio de América del Norte (NAFTA). Sin embargo, en 1996, esta oferta se pospuso a favor de la admisión en busca del Área de Libre Comercio de las Américas (ALCA).
En mayo de 1997, el Primer Ministro de Barbados Owen Arthur recibió al Presidente de los Estados Unidos Bill Clinton y otros 14 líderes del Caribe durante la primera cumbre regional de los Estados Unidos en Bridgetown (Barbados). La cumbre fortaleció las bases para la cooperación regional en asuntos de justicia y antinarcóticos, finanzas y desarrollo, y comercio.
Barbados recibe asistencia antinarcóticos y es elegible para beneficiarse del Programa de construcción relacionado con el ejercicio y ayuda humanitari de Estados Unidos.

## Misión

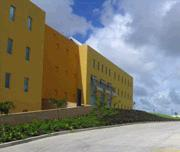
Embajada de los Estados Unidos en Wildey, Barbados.

La primera embajada de Estados Unidos a Barbados se ubicó en el antiguo edificio del Canadian Imperial Bank of Commerce Building en Broad Street. Más tarde, esto se transformó de un consulado a una embajada en 1966.
Después de superar el espacio disponible en Broad Street, la embajada comenzó a buscar un nuevo hogar. En 1997, la misión diplomática buscó un lugar especialmente diseñado en Wildey y en 2003, comenzó la construcción de la nueva Embajada de  EE. UU. diseñada por Sorg Architects. El 11 de enero de 2007, la embajada se movió desde tres antiguas localidades hacia una nueva instalación. La misión actual alberga ocho agencias gubernamentales de los EE. UU., que trabajan en 24 países y territorios de la región.

## Relaciones bilaterales
Las autoridades de Barbados y los Estados Unidos cooperan estrechamente en la lucha contra el narcotráfico y otras formas de delincuencia transnacional. En 1996, los Estados Unidos y Barbados firmaron un tratado de asistencia jurídica mutua (TAJM) y un tratado de extradición actualizado que cubren todos los delitos comunes, incluidos conspiración y crimen organizado. En 1997 se firmó un acuerdo de derecho marítimo.
Como destino popular para el turismo, Barbados tenía alrededor de 570.000 turistas en 2006, principalmente visitantes de cruceros. La mayoría de los turistas son de Reino Unido, Alemania, el Caribe y los Estados Unidos. Se estima que unos 3.000 estadounidenses residen en el país.
En 2011, Barbados se inscribió en una lista de visas de trabajo de los Estados Unidos.

## Misiones diplomáticas
- La Embajada de  EE. UU. y la oficina adjunta legal del FBI en Barbados y la región del Caribe Oriental se encuentran en Wildey, St. Miguel.
- La embajada  en los Estados Unidos se encuentra en Washington D. C.. Además, Barbados mantiene dos Consulados Generales ubicados en Miami y Ciudad de Nueva York.